# آثار باستانی ایچیجودانی خاندان آساکورا
ویرانه‌های باستانی ایچیجودانی خاندان آساکورا (به ژاپنی: 一乗谷朝倉氏遺跡 Ichijōdani Asakura-shi Iseki) یک یادمان است که در فوکوئی، استان فوکوئی، ژاپن قرار دارد. این منطقه ۱۰۳ سال تحت کنترل خاندان آساکورا در دوره سنگوکو بود. شهر اطراف قلعه در سال ۱۴۷۱ ساخته شد و به یکی از مراکز مهم فرهنگی، نظامی و پرجمعیت آن زمان با حدود ۱۰۰۰۰ نفر جمعیت تبدیل شد. در سال ۱۵۷۳ این شهر توسط اودا نوبوناگا که با خاندان آساکورا در جنگ بود به آتش کشیده شد.